# 郝时远
郝时远（1952年8月—），男，蒙古族，蒙古名沙力克，内蒙古呼和浩特市武川县人，中华人民共和国政治人物、第十一届全国政协委员。

## 生平
1973年8月，加入中国共产党。1976年，毕业于北京钢铁学院机械专业。1978年考取内蒙古大学元史研究生。1981年毕业，毕业论文《元代监察机构及其职能作用》。1982年调入中国社会科学院民族研究所从事科学研究工作，从事元朝历史、中国民族问题及民族历史的研究。之后他任中国社科院办公厅主任、国家民族事务委员会民族问题研究中心研究员、中国社会科学院副秘书长、学部主席团秘书长。2008年，当选第十一届全国政协委员，代表社会科学界，分入第三十三组。并担任民族和宗教委员会专委。

## 著作
- 《苏联民族危机与联盟解体》四川民族出版社 / 1993-08
- 《新巴尔虎右旗 蒙古族卷》1997 民族出版社
- 《中国少数民族分布图集》中国地图出版社 / 2002-08
- 《苏联及其解体后的族性、民族主义及冲突:炽热的头脑》瓦利里·季什科夫、郝时远、朱伦、姜德顺 著 / 中央民族大学出版社 / 2009-01
- 《当代中国游牧业》郝时远、奥塞·科拉斯、扎洛 著 / 社会科学文献出版社 / 2013-12
- 《中国特色解决民族问题之路》2016 中国社会科学出版社
- 《中国共产党怎样解决民族问题》 江西人民出版社 / 2018-08
- 《新时代中国民族学研究回顾与展望》社会科学文献出版社 / 2021-01

主编
- 《旷日持久的波黑内战》主编，1995 中央民族大学出版社
- 《世界民族》郝时远、朱伦/ 主编 中国社会科学出版社 / 2013-03
  - 《世界民族（第1卷）历史与现实》李毅夫、刘泓 分卷主编
  - 《世界民族（第2卷）种族与语言》葛公尚、周庆生分卷主编
  - 《世界民族（第3卷）宗教信仰》龚学增、曹兴分卷主编
  - 《世界民族（第4卷）文明与文化》郝时远、王建娥分卷主编
  - 《世界民族（第5卷）亚洲》王树英 分卷主编 / 中国社会科学出版社 / 2015-6
  - 《世界民族（第6卷）非洲》葛公尚、于红分卷主编
  - 《世界民族（第7卷）欧洲》穆立立、赵常庆分卷主编
  - 《世界民族（第8卷）美洲大洋洲》朱伦、吴洪英分卷主编
  - 《世界民族（第9卷）中国》王希恩、何星亮 / 中国社会科学出版社 / 2014-11
- 《民族研究文汇》主编 / 社会科学文献出版社 / 2009-01
- 《中国民族区域自治发展报告(2010)》主编 / 社会科学文献出版社 / 2011-06

## 家庭
妻子傅莹为中华人民共和国外交官、外交部原副部长。